# Förenade arabemiraten i olympiska sommarspelen 2008
Förenade arabemiraten deltog i olympiska sommarspelen 2008 som ägde rum i Peking i Kina.

## Friidrott
- Huvudartikel: Friidrott vid olympiska sommarspelen 2008

Förkortningar
- Notera – Placeringar gäller endast den tävlandes eget heat
- Q = Kvalificerade sig till nästa omgång via placering
- q = Kvalificerade sig på tid eller, i fältgrenarna, på placering utan att ha nått kvalgränsen
- NR = Nationellt rekord
- N/A = Omgången inte möjlig i grenen
- Bye = Idrottaren behövde inte delta i omgången

Herrar
Bana och landsväg
| Omar Jouma Bilal Al-Salfa | 200 m | 21.00 | 7 | Gick inte vidare | Gick inte vidare | Gick inte vidare | Gick inte vidare | Gick inte vidare | Gick inte vidare |

## Judo
Herrar
| Idrottare               | Gren              | Inledande omgång         | Sextondelsfinal      | Åttondelsfinal       | Kvartsfinal          | Semifinal            | Återkval 1           | Återkval 2           | Återkval 3           | Final / BM           | Final / BM |
| Idrottare               | Gren              | Motståndare Resultat     | Motståndare Resultat | Motståndare Resultat | Motståndare Resultat | Motståndare Resultat | Motståndare Resultat | Motståndare Resultat | Motståndare Resultat | Motståndare Resultat | Placering  |
| ----------------------- | ----------------- | ------------------------ | -------------------- | -------------------- | -------------------- | -------------------- | -------------------- | -------------------- | -------------------- | -------------------- | ---------- |
| Saeed Rashid Al Qubaisi | Lättvikt (-73 kg) | August (RSA) L 0000–1000 | Gick inte vidare     | Gick inte vidare     | Gick inte vidare     | Gick inte vidare     | Gick inte vidare     | Gick inte vidare     | Gick inte vidare     | Gick inte vidare     |            |

## Ridsport

### Hoppning
| Ryttare                      | Häst              | Gren                 | Kval     | Kval      | Kval     | Kval     | Kval      | Kval             | Kval             | Kval             | Final            | Final            | Final            | Final            | Final            | Totalt | Totalt    |
| Ryttare                      | Häst              | Gren                 | Omgång 1 | Omgång 1  | Omgång 2 | Omgång 2 | Omgång 2  | Omgång 3         | Omgång 3         | Omgång 3         | Omgång A         | Omgång A         | Omgång B         | Omgång B         | Omgång B         | Totalt | Totalt    |
| Ryttare                      | Häst              | Gren                 | Straff   | Placering | Straff   | Totalt   | Placering | Straff           | Totalt           | Placering        | Straff           | Placering        | Straff           | Totalt           | Placering        | Straff | Placering |
| ---------------------------- | ----------------- | -------------------- | -------- | --------- | -------- | -------- | --------- | ---------------- | ---------------- | ---------------- | ---------------- | ---------------- | ---------------- | ---------------- | ---------------- | ------ | --------- |
| Latifa bint Ahmed Al Maktoum | Kalska De Semilly | Individuell hoppning | 11       | 61        | 15       | 26       | 54        | Gick inte vidare | Gick inte vidare | Gick inte vidare | Gick inte vidare | Gick inte vidare | Gick inte vidare | Gick inte vidare | Gick inte vidare | 26     | 54        |

## Segling
Herrar
| Seglare       | Gren  | Lopp | Lopp | Lopp | Lopp | Lopp | Lopp | Lopp | Lopp | Lopp | Lopp | Lopp | Summerad poäng | Finalplacering |
| Seglare       | Gren  | 1    | 2    | 3    | 4    | 5    | 6    | 7    | 8    | 9    | 10   | M*   | Summerad poäng | Finalplacering |
| ------------- | ----- | ---- | ---- | ---- | ---- | ---- | ---- | ---- | ---- | ---- | ---- | ---- | -------------- | -------------- |
| Adil Mohammad | Laser | 38   | 38   | 42   | 43   | 11   | 36   | 42   | 38   | 27   | CAN  | EL   | 272            | 42             |

M = Medaljlopp; EL = Eliminerad – gick inte vidare till medaljloppet;

## Simning
- Huvudartikel: Simning vid olympiska sommarspelen 2008

## Skytte
- Huvudartikel: Skytte vid olympiska sommarspelen 2008

## Taekwondo
| Idrottare         | Gren            | Åttondelsfinaler      | Kvartsfinaler        | Semifinaer           | Återkval             | Bronsmatch           | Final                | Final            |
| Idrottare         | Gren            | Motståndare Resultat  | Motståndare Resultat | Motståndare Resultat | Motståndare Resultat | Motståndare Resultat | Motståndare Resultat | Placering        |
| ----------------- | --------------- | --------------------- | -------------------- | -------------------- | -------------------- | -------------------- | -------------------- | ---------------- |
| Maitha Al Maktoum | Damernas −67 kg | Hwang K-S (KOR) L 1–5 | Gick inte vidare     | Gick inte vidare     | Šarić (CRO) L 0–4    | Gick inte vidare     | Gick inte vidare     | Gick inte vidare |